# Oxepin
Oxepin là một hợp chất dị vòng chứa nguyên tử ôxi gồm bảy thành phần mạch vòng với ba liên kết đôi. C6H6O gốc tồn tại dưới dạng hỗn hợp cân bằng với benzen oxide.Trạng thái cân bằng benzen oxide oxidein bị ảnh hưởng bởi các nhóm thế vòng. Một dẫn xuất dimethyl có liên quan tồn tại chủ yếu dưới dạng đồng phân oxepin, một chất lỏng màu da cam.

Sự hình thành và các phản ứng được lựa chọn của oxide benzen.

Oxepin là chất trung gian trong quá trình oxy hóa benzen bởi cytochrom P450. Các oxide arene khác là chất chuyển hóa của arene gốc.